# The Speed of Thought
Pour plus de détails, voir Fiche technique et Distribution.
The Speed of Thought est un film américain réalisé par Evan Oppenheimer, sorti en 2011.

## Synopsis
Joshua Lazarus, placé en famille d'accueil par la NSA, a développé des pouvoirs de télépathie.

## Fiche technique
- Titre : The Speed of Thought
- Réalisation : Evan Oppenheimer
- Scénario : Evan Oppenheimer
- Musique : Andrew Gross
- Photographie : Luke Geissbuhler
- Montage : Allison Eve Zell
- Production : Julio DePietro et Chris Romano
- Société de production : El Camino Films, Black Sand Pictures et Soho Screen Productions
- Pays :  États-Unis
- Genre : Science-fiction et thriller
- Durée : 93 minutes
- Dates de sortie : 
  -  États-Unis : 12 avril 2011

## Distribution
- Nick Stahl : Joshua Lazarus
- Mía Maestro : Anna Manheim
- Taryn Manning : Kira
- Blair Brown : Bridger
- Wallace Shawn : Sandy
- Stefania Tortorella : Emily / Vanessa
- Mike Romano : Bobby
- Jorge Sabate : Diaz
- Alan Brooks : Smith
- Alvaro Ciapesone : Weston

## Tournage
Le film a été tourné à New York et Punta del Este en Uruguay.